# K Line
Ne pas confondre avec l'entreprise française K-LINE.

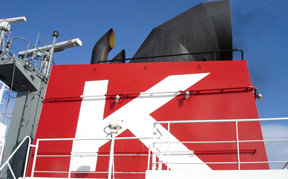
Le K de la compagnie, sur la cheminée d'un de ses navires.

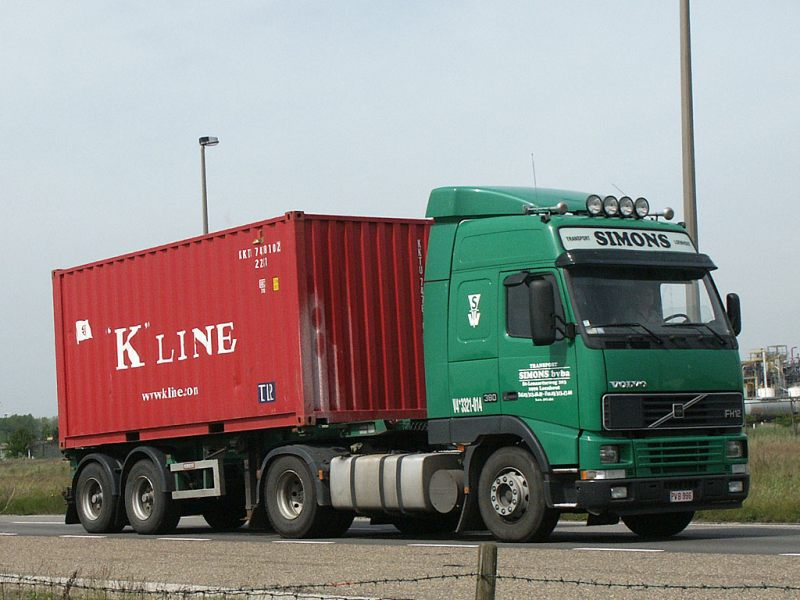
Container K Line sur la route, ici en Belgique.

K Line ou Kawasaki Kisen Kaisha, Ltd. (川崎汽船株式会社, Kawasaki Kisen Kabushiki-gaisha) est une entreprise de transport maritime japonaise, basé à Ichikawa.
Ce groupe possède et/ou contrôle une flotte de grands cargos, dont des navires à cargaison sèche (vraquiers), des navires porte-conteneurs, des méthaniers (transportant du gaz naturel liquéfié), des navires rouliers et des pétroliers, ainsi que des terminaux à conteneurs.  
Il est le seizième plus grand acteur du transport maritime dans le monde.

## Histoire

### 1919-1944

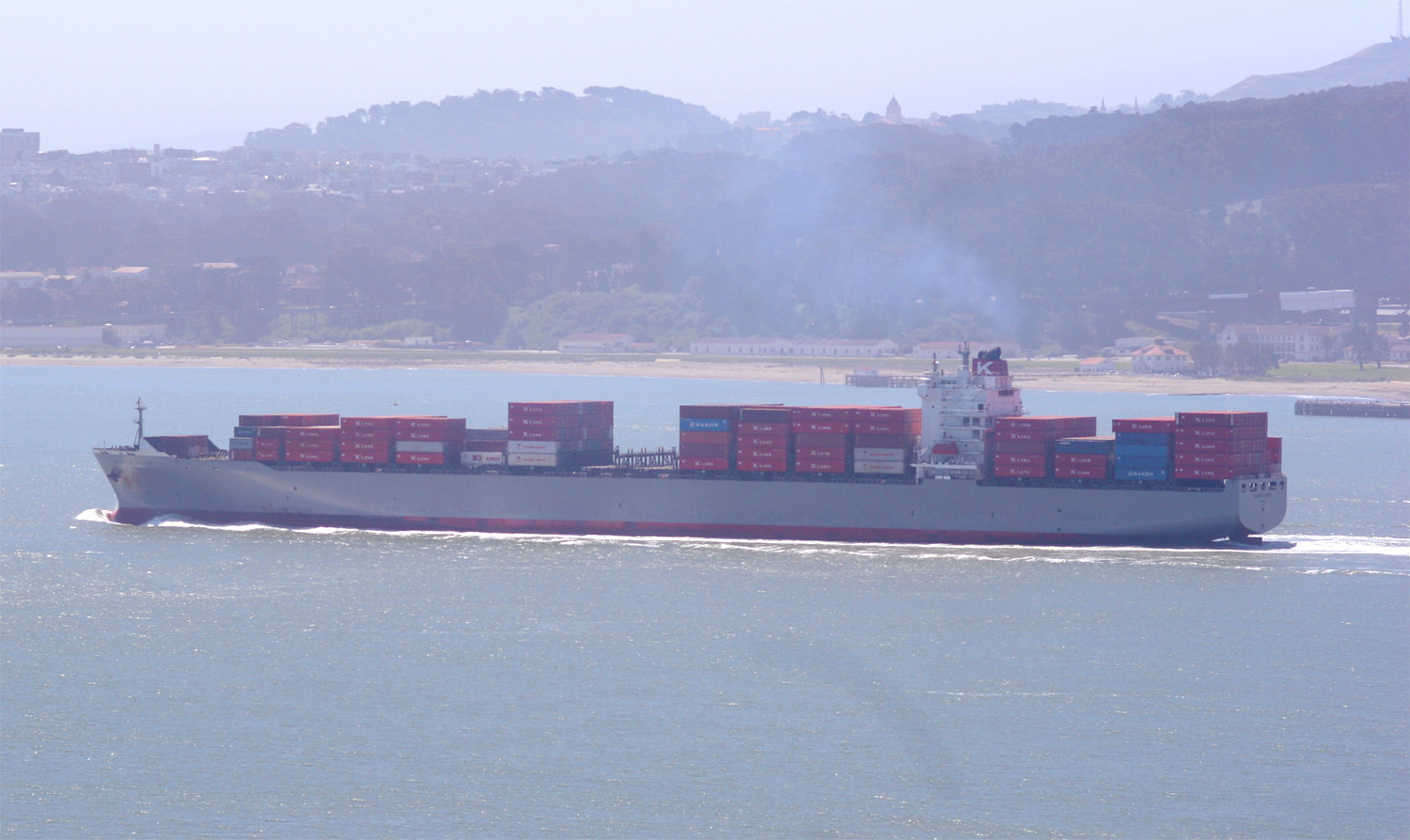
Porte-conteneurs de K-line dans la Baie de San Francisco, en juin 2007.

Le nom "K" Line, a été donné au groupe après la première guerre mondiale, d'après les initiales K quand Kojiro Matsukata a placé Kawasaki Kisen, Kawasaki Zosen et Kokusai Kisen sous gestion commune pour construire une flotte forte de 40 à 50 grands navires de commerce pour desservir l'Atlantique, les Amériques du Nord et du Sud, l'Afrique et la Méditerranée ainsi que la mer Baltique. 
Selon Lloyds, la ligne nouvellement créée "K" était déjà classée 13e dans le monde en 1926, derrière  NYK (9e) mais devant  O.S.K (14e). 
À la fin de la Seconde Guerre mondiale, Kawasaki Kisen avait perdu 56 de ses navires ; 12 ayant survécu à la guerre.

### 1945-1971
Entre 1945 et 1961, "K" Line fait construire régulièrement de nouveaux navires et les exploite, avec des bases opérationnelles rétablies partout dans le monde.
Entre 1962 et 1967, après une fusion avec Iino Kisen, "K" Line est recapitalisée à 9 milliards de dollars et contrôle une flotte de 104 navires, dont 55 ont autrefois détenus par "K" Line. La fusion a donné à "K" Line une nouvelle base pour se développer sur plus grandes lignes maritimes de la planète.
En 1971, K Line ouvre l'International Transportation Service, une compagnie et un terminal de conteneurs dans le Port de Long Beach.

### Histoire récente

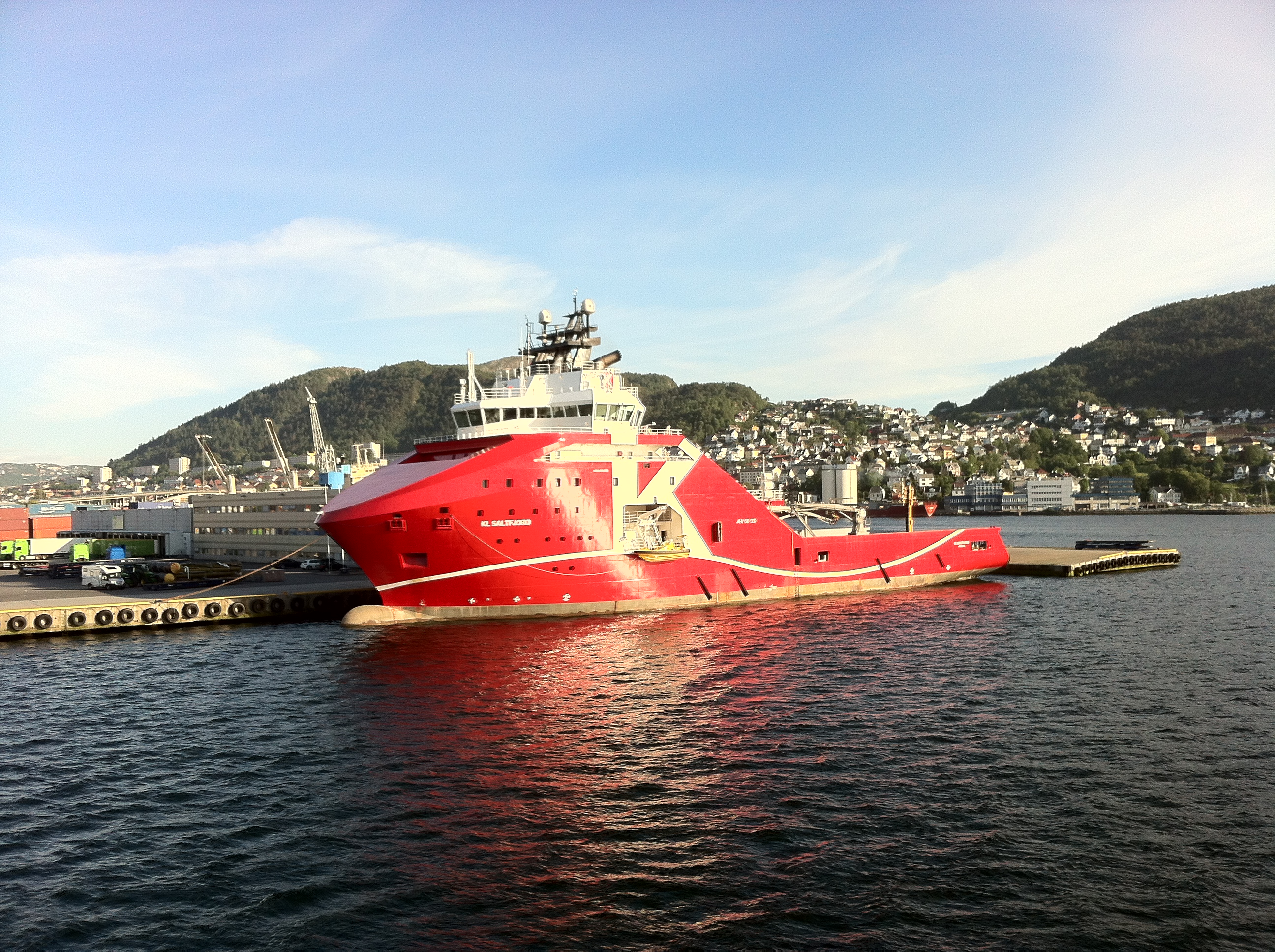
Le KL Saltfjord dans le port de Bergen.

Le groupe crée une filiale  'K Line Offshore AS'  à Arendal (Norvège) en octobre 2007 pour fournir des services de soutien en mer aux champs de pétroliers et de gaziers de la Mer du Nord. La filiale commande de nouveaux navires appropriés pour le travail en eau profonde et ultra-profonde, dans des environnements difficiles et/ou des régions éloignées. Elle opère avec les navires suivants:
- KL Arendalfjord - livré le 24 octobre 2008
- KL Brevikfjord - livré le 24 septembre 2010
- KL Sandefjord - livré le 7 janvier 2011
- KL Brisfjord - livré le 13 janvier 2011
- KL Brofjord - livré le 5 avril 2011
- KL Saltfjord - livré le 14 avril 2011
- KL Barentsfjord - livré le 2_ Juin 2011

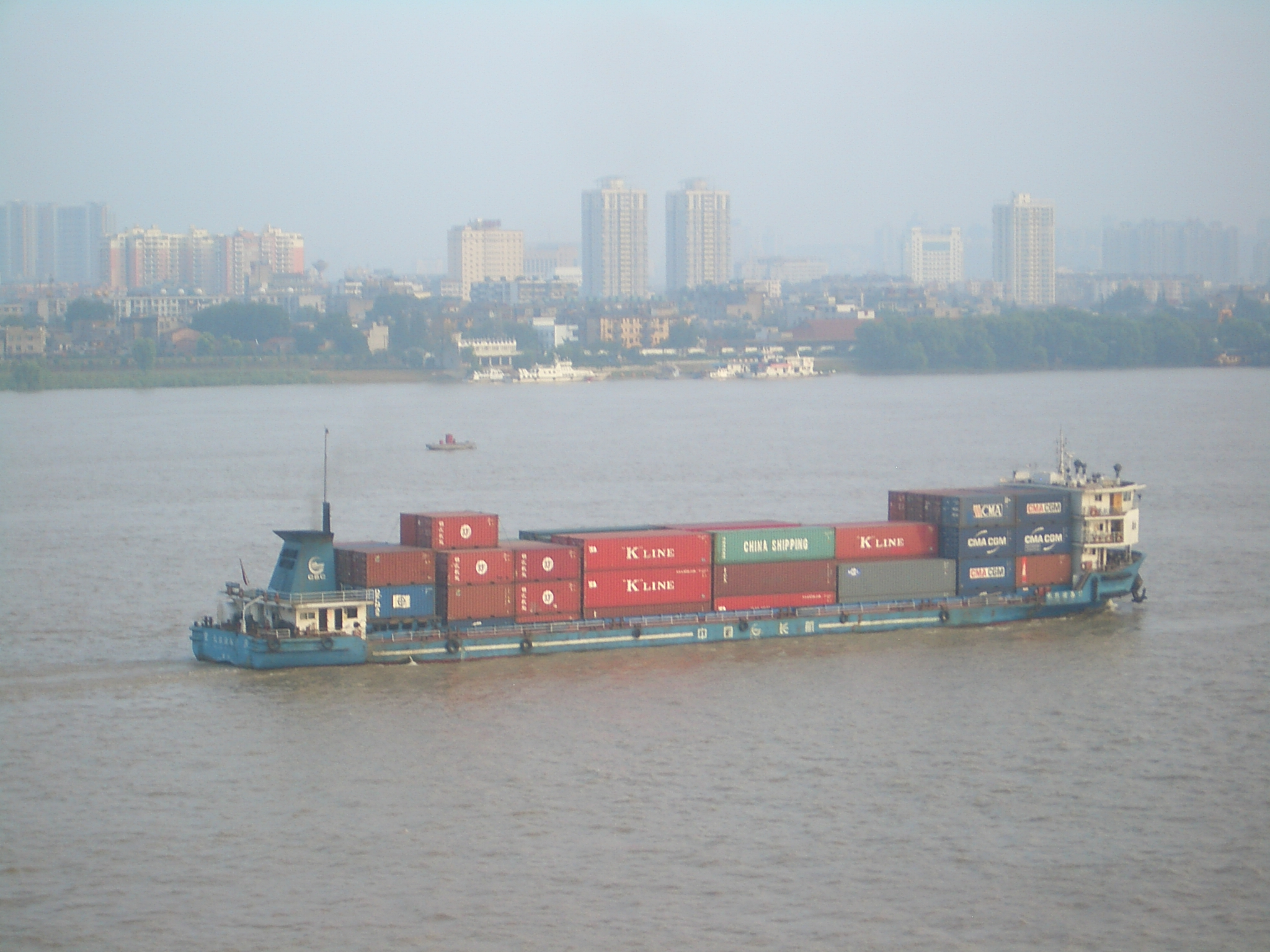
Conteneurs K Line à bord d'un bateau chinois sur le Yangtze dans le Wuhan.

Le 30 septembre 2007, Shuichiro Maeda, président de K-Line, a annoncé lancer la construction de dix cargos dont l'équipage entier sera philippin, navires qui selon lui pourraient être terminés avant la fin 2010. Il promet aussi l'embauche de sept mille Philippins dans les quatre prochaines années. K-Line annonce aussi la construction d'une académie de formation ("K-Line Maritime Academy") pour Février 2008, destinée à former pour la compagnie au moins dix mille marins par an.
Fin octobre 2016, NYK (Nippon Yusen Kaisha), MOL et K Line, les trois principales compagnies japonaises de transports de conteneurs, ont annoncé la fusion de leur activité maritime de transport de conteneurs dans une coentreprise détenue à hauteur de 38 % par NYK Line; MOL et K Line détenant 31 % chacune. Cette nouvelle entité a été baptisée ONE pour "Ocean Network Express". Elle gère 256 navires, pour une part de marché de 7 % sur le transport maritime de conteneurs. Cette nouvelle entité a été créée en 2017. Les autres activités de ces trois groupes ne sont pas concernées par cette fusion. Cette annonce intervient peu après la faillite de Hanjin Shipping.

## Autres
- "K" Line Air Service, ensuite renommé en "K" Line Logistics.
- "K" Line Travel.

## Accidents

### Octobre 2015
Vers 4h15 du matin et à huit kilomètres au large du port de Zeebrugge, le méthanier  Al Oraiq de  K Line éperonne un cargo néerlandais (le "Flinterstar"). Ce cargo de 9000 tonnes, long de 130 mètres appartient à la compagnie Flinter. Il avait quitté le port d'Anvers la veille avec 3000 t d'acier et fer et 140 tonnes de matériaux de construction. 
Le méthanier Al Oraiq (de 315 m de long et 50 m de large, construit en 2008 par le chantier coréen Daewoo Shipbuilding & Marine Engineering (DSME), d’une capacité de 210 198 m3 ; type de cuve : GTT No. 96 , propulsé par un moteur SSD et naviguant sous pavillon de complaisance des Îles Marshall) venait du Qatar avec une cargaison de gaz naturel liquéfié/GNL. Il peut rejoindre le proche port méthanier de Zeebrugge, mais le cargo néerlandais sombre au-dessus d’un banc de sable (« De Wandelaar ») en perdant en mer des hydrocarbures qui forment deux nappes flottantes .
Selon les médias, les membres de l'équipage du "Flinterstar" (une douzaine de personnes dont deux blessés) ont été secourus. Sa boîte noire a été récupérée et une enquête ouverte au sujet de la cause de l'accident. Le secrétaire d’État à la Mer du Nord (belge), Bart Tommelein a de son côté signé un arrêté ministériel pour la création d'une cellule d'enquête indépendante et la désignation d'un enquêteur. 
Selon les trajets des deux navires, le Flinterstar était prioritaire sur sa trajectoire. Une société néerlandaise (Smit) a été chargée de pomper la nappe et le mazout du Flinterstar .  
Selon un communiqué (09/10/2015) de la compagnie japonaise, le navire a déchargé son gaz à Zeebrugge en toute sécurité et il y est resté à quai ; Le bateau a été inspecté et le préjudice évalué par un expert et un plan de réparation est à l'étude, et les gestionnaires et le navire continuent à pleinement coopérer avec l'enquête sur la cause de l'incident.